# 林茨旧市政厅

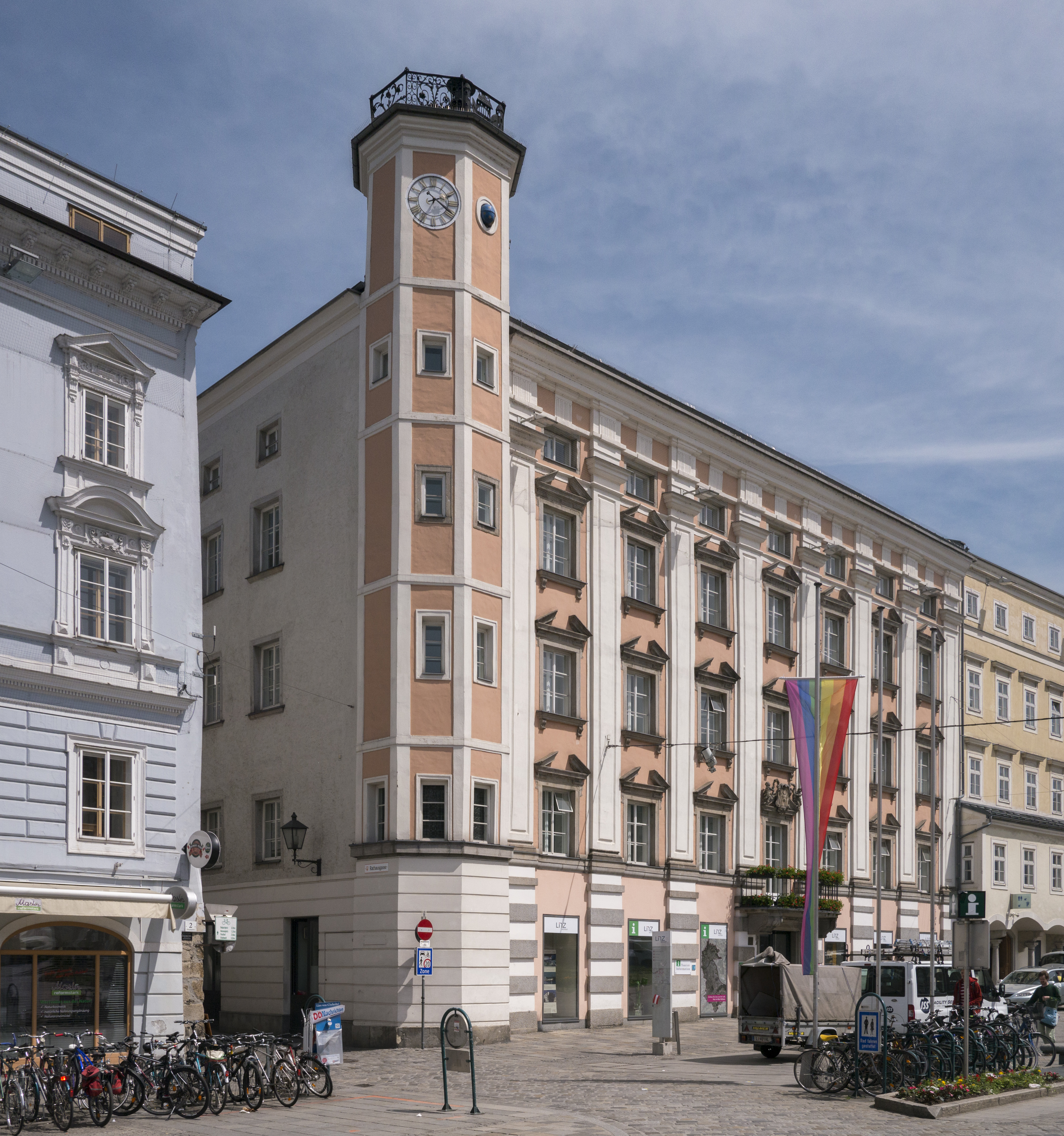

旧市政厅（Alte Rathaus）是上奥地利州林茨的一座历史建筑，位于林茨主广场的东侧，设有拱廊庭院（Arkadenhof）。

## 历史
目前的建筑形式是1509年城市大火后由克里斯托夫规划。如今，这座建筑保留了独具特色的八角形塔楼。1658/1659年，该建筑扩建，有了现在的巴洛克立面。
纳粹时期，希特勒在年轻时居住的林茨受到欢迎，在担任德国总理的第一次演讲中宣传德奥合并。1938年3月12日至3月13日，他在附近的温辛格酒店过夜。